# Ephrem M’Bom
Ephrem M’Bom (* 18. Juli 1954 in Cameroun, dem heutigen Kamerun; † 20. September 2020 in Douala) war ein kamerunischer Fußballspieler.

## Vereinskarriere
Er spielte die ersten Jahre seiner Karriere bei den Vereinen Rail FC, Éclair und Léopards in Douala. 1977 wechselte er zu Canon Yaoundé, wo er 1990 seine Spielerkarriere beendete.

## Nationalspieler
Bei der Fußball-Weltmeisterschaft 1982 in Spanien stand M’Bom im Aufgebot der „unzähmbaren Löwen“. Er kam in allen Vorrundenspielen zum Einsatz und schied nach drei Unentschieden gegen Peru, Polen und den späteren Weltmeister Italien unglücklich aus.
Zwischen 1981 und 1984 bestritt er sieben Länderspiele für Kamerun, in denen er ohne Torerfolg blieb.

## Erfolge
- Kamerunischer Meister: 1979, 1980, 1982, 1985 und 1986
- Kamerunischer Fußballpokal: 1978, 1983 und 1986
- Afrikapokal der Landesmeister: 1978 und 1980
- Afrikapokal der Pokalsieger: 1979